# قائمة أكبر الشركات الماليزية
تسرد هذه المقالة أكبر الشركات في ماليزيا من حيث إيراداتها وصافي أرباحها وإجمالي أصولها، وفقًا لمجلات الأعمال الأمريكية فورتشن و فوربس . This is the email of a girl from Hong Kong who defrauded me of my money in the name of the company. As for her, she is from Egypt and I do not know how to recover my money. The email of the girl is fearsome, and she met me on Tik Tok and said to me, “Improve yourself,” and I listened to what she said and it worked. Nito4

## الشركات الماليزية في قائمة فورتشن 2019
تعرض هذه القائمة جميع الشركات الماليزية في فورتشن غلوبال 500، والتي تصنف أكبر الشركات في العالم من حيث الإيرادات السنوية. الأرقام الواردة أدناه معطاة بملايين الدولارات الأمريكية وهي خاصة بالسنة المالية 2018. كما تم إدراج المقر الرئيسي وصافي الربح وعدد الموظفين وقطاع الصناعة لكل شركة. كان هناك شركة ماليزية واحدة مدرجة في قائمة فورتشن غلوبال 500 في نسخة 2019.
| الترتيب على ماليزيا | الترتيب العالمي فورتشن 500 | الشركة  | صناعة        | الإيراد (بالملايين) | أرباح (بالملايين) | الموظفين | مقر         |
| ------------------- | -------------------------- | ------- | ------------ | ------------------- | ----------------- | -------- | ----------- |
| 1                   | 158                        | بتروناس | النفط والغاز | 62,230              | 11,868            | 48,001   | كوالا لمبور |

## الشركات الماليزية في قائمة فوربس 2019
تستند هذه القائمة إلى فوربس غلوبال 2000، والتي تصنف أكبر 2000 شركة مساهمة عامة في العالم، تأخذ قائمة فوربس في الاعتبار العديد من العوامل، بما في ذلك الإيرادات وصافي الربح وإجمالي الأصول والقيمة السوقية لكل شركة؛ حيث يتم إعطاء كل عامل مرتبة مرجحة من حيث الأهمية عند النظر في الترتيب العام، يسرد الجدول أدناه أيضًا المقر الرئيسي وقطاع الصناعة لكل شركة، الأرقام بمليارات الدولارات الأمريكية وهي خاصة بالسنة المالية 2018.
| الترتيب على ماليزيا | الترتيب العالمي فوربس 2000 | الشركة                    | مقر        | الإيراد (بالمليارات) | أرباح (بالمليارات) | أصول (بالمليارات) | قيمة (بالمليارات) | صناعة            |
| ------------------- | -------------------------- | ------------------------- | ---------- | -------------------- | ------------------ | ----------------- | ----------------- | ---------------- |
| 1                   | 378                        | مايبانك                   | كوالالمبور | 10.0                 | 2.0                | 195.3             | 24.0              | الخدمات المصرفية |
| 2                   | 612                        | Tenaga Nasional           | كوالالمبور | 12.5                 | 0.9                | 37.2              | 16.7              | خدمات            |
| 3                   | 644                        | البنك العام بيرهاد        | كوالالمبور | 5.0                  | 1.4                | 101.6             | 21.0              | الخدمات المصرفية |
| 4                   | 659                        | مجموعة CIMB القابضة       | كوالالمبور | 6.4                  | 1.4                | 129.2             | 11.7              | تمويل            |
| 5                   | 1139                       | بتروناس                   | كوالالمبور | 4.9                  | 1.2                | 9.0               | 17.2              | النفط والغاز     |
| 6                   | 1344                       | بنك RHB                   | كوالالمبور | 2.8                  | 0.6                | 58.8              | 5.6               | الخدمات المصرفية |
| 7                   | 1438                       | مجموعة Hong Leong المالية | كوالالمبور | 2.3                  | 0.5                | 58.2              | 5.2               | تكتل             |
| 8                   | 1796                       | مجموعة أكسياتا            | كوالالمبور | 5.9                  | 1.2−               | 15.5              | 8.9               | اتصالات          |
| 9                   | 1904                       | AmBank                    | كوالالمبور | 1.9                  | 0.3                | 37.3              | 3.3               | الخدمات المصرفية |